# Fiona Mangan
Fiona Mangan, née le 16 mai 1996, est une coureuse cycliste irlandaise, spécialisée dans le cyclisme sur route.

## Biographie

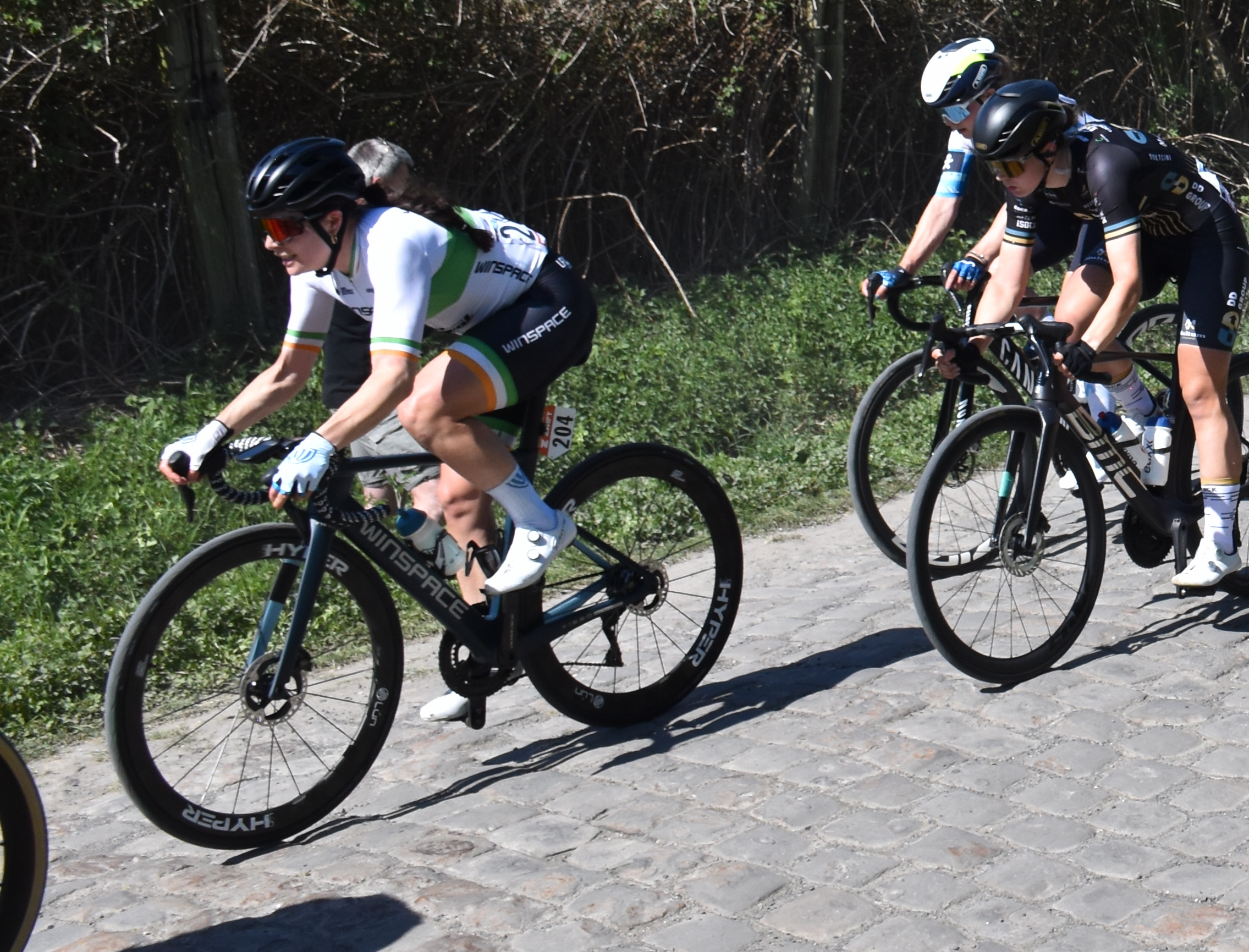
Fiona Mangan # 204
Paris-Roubaix 2025.

Originaire de Limerick, Fiona Mangan joue au football gaélique dans sa jeunesse. Elle se tourne vers le triathlon lorsqu’elle commence à étudier la technologie médicale à Atlanta.
Durant la pandémie de Covid-19, les piscines étant fermées, et à la suite d'une blessure en course à pied, elle se focalise uniquement sur le cyclisme. Elle s'aligne, en octobre 2020, sur le championnat d'Irlande et se classe 10e. 
En 2022, elle s'installe en Belgique, et s’engage avec l'équipe belgo-irlandaise IBCT, qui évolue au niveau continental. L'équipe IBCT cesse ses activités à la fin de la saison 2022, elle signe alors auprès de la formation Soltec pour continuer à courir en 2023.
Avec sa nouvelle équipe, elle peut disputer quelques courses World Tour dont le Tour d'Espagne. Toutefois, à la fin du mois de mai, elle change d'équipe au profit de Cynisca. Elle honore sa première sélection avec l'équipe d'Irlande lors des championnats d'Europe, où elle remplace Megan Armitage.
En 2024, elle devient double championne d'Irlande, en s'imposant à la fois sur la course en ligne et le contre-la-montre. Elle représente l'Irlande aux championnats du monde, où elle se classe 65e de la course en ligne.

## Palmarès sur route

### Par années
- 2022
  - 3e du championnat d'Irlande sur route
- 2024
  -  Championne d'Irlande sur route
  -  Championne d'Irlande du contre-la-montre
- 2025
  - 3e étape du Tour du Portugal

### Résultats sur les grands tours

#### Tour de France
1 participation : 
- 2025 : 118e

#### Tour d'Espagne
1 participation :
- 2023 : 99e

### Classements mondiaux
| Année                                 | 2020 | 2021 | 2022 | 2023 | 2024 |
| ------------------------------------- | ---- | ---- | ---- | ---- | ---- |
| Classement UCI                        | 723e | 955e | 426e | 948e | 215e |
|                                       |      |      |      |      |      |
| Légende : nc = non classéSource : UCI |      |      |      |      |      |